# Зиттов, Михель
Михель Зи́ттов (Michel Sittow, иногда встречается написание Ситтов; родился около 1459 года, Ревель, Ливонская конфедерация — умер, по одной из версий, 21 декабря 1525 года, там же) — мастер старонидерландского искусства из Ревеля, ученик Мемлинга, один из крупнейших портретистов своего времени.

## Биография

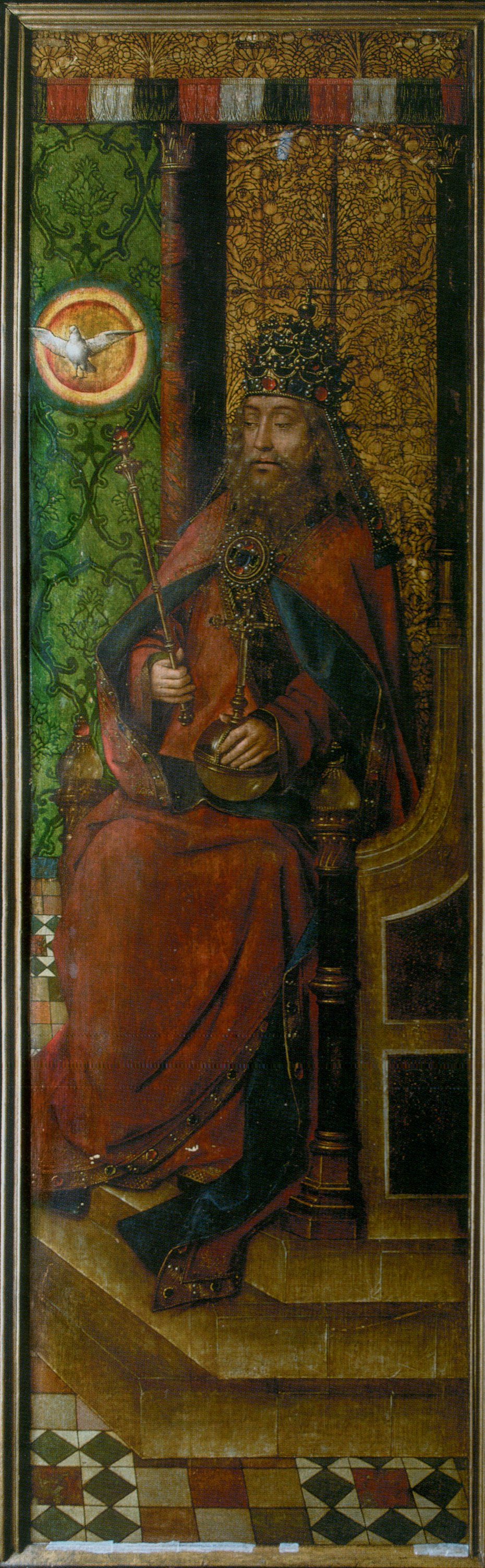
«Бог-Отец». Створка алтаря из Нигулисте, приписываемого Зиттову

Родился в Ревеле (ныне Таллин) в семье фламандского резчика по дереву ван дер Зюдова и дочери состоятельного шведского купца из Финляндии. После стажировки в мастерской Мемлинга в Брюгге и, вероятно, посещения Италии поступил на службу ко двору «их католических величеств» в Толедо, где ему было назначено годовое жалование в 50 000 мараведи (в 2,5 раза больше, чем получал его соперник Хуан Фландес).
Незадолго до смерти Изабеллы Кастильской художник, по-видимому, покинул Испанию в свите её зятя Филиппа Красивого, после чего побывал во Фландрии и, как полагают, в Лондоне, где исполнил известный портрет Генриха VII (позднее скопированный Гольбейном) и женский портрет, как считается, Екатерины Арагонской.
После смерти Филиппа в 1506 году художник вернулся в родной Ревель, где вступил в тяжбу с отчимом за недвижимое имущество родителей. Создание обязательного в таких случаях «шедевра» открыло ему доступ в местную гильдию художников, а за два года до смерти он стал её главой. Жил на улице Ратаскаэву.
В 1514 году Зиттов ездил из Ревеля в Копенгаген по приглашению короля Кристиана II. Оригинал его портрета датского монарха не сохранился, но известна копия. После этого он на протяжении двух лет работал при дворах Маргариты Австрийской и Карла Габсбурга, который на склоне лет окружит себя творениями Зиттова в монастыре Юсте. Художник умер в родном городе от чумы.
Как и многие современники, Зиттов не подписывал и не датировал свои работы, в связи с чем их атрибуция представляет большие трудности. В Пушкинском музее ему приписывают «Несение креста», а в таллинской Нигулисте — алтарный образ со сценами Страстей. Наиболее высоко ценятся его портреты.
На протяжении многих веков Зиттов был забыт. Только когда в 1914 году было высказано предположение о тождестве ревельского мастера с придворным испанским художником Михаилом Немцем (или Михаилом Фламандцем), его имя стало постепенно завоёвывать принадлежащее ему по праву место в истории изобразительного искусства.

## Галерея

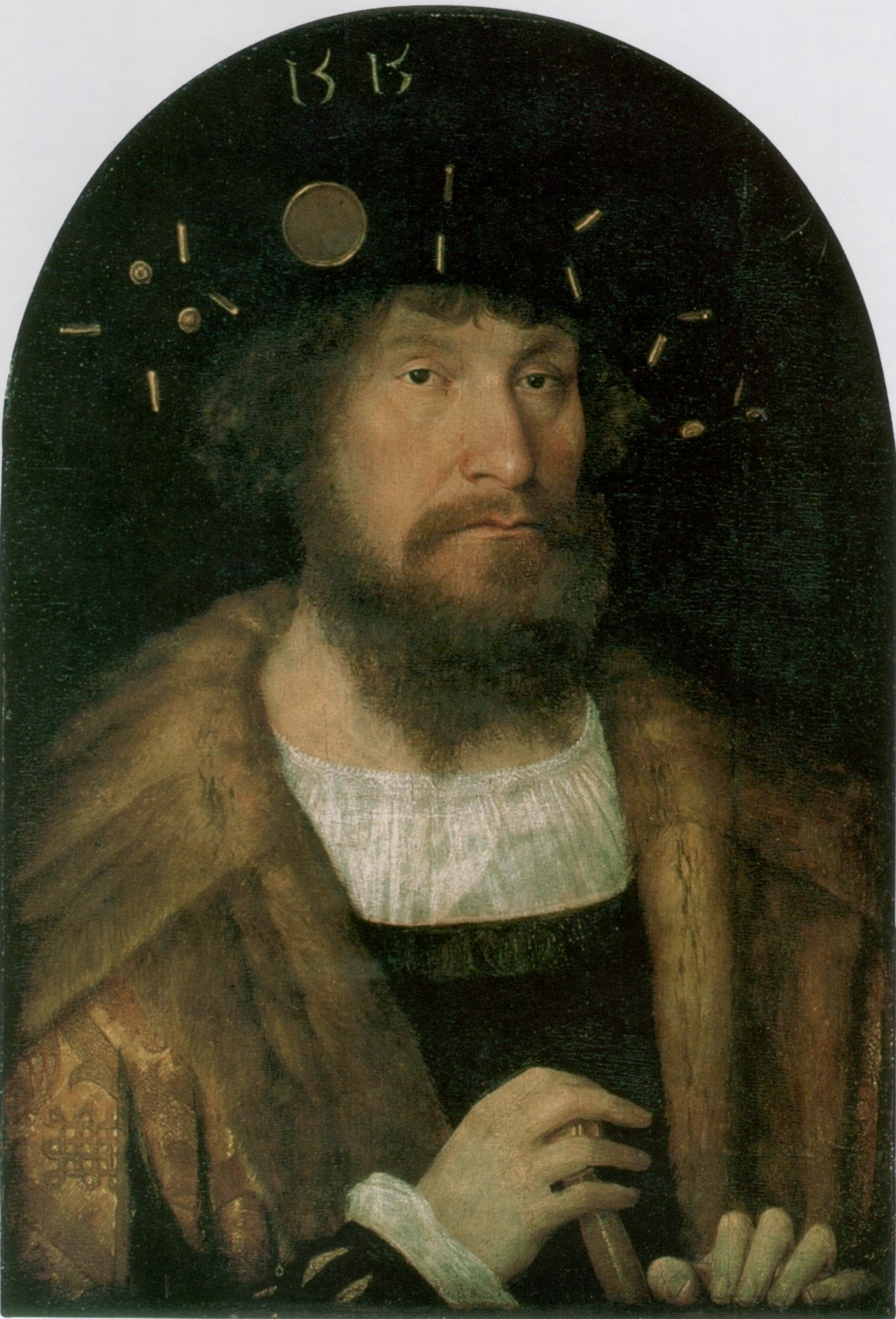
Кристиан II
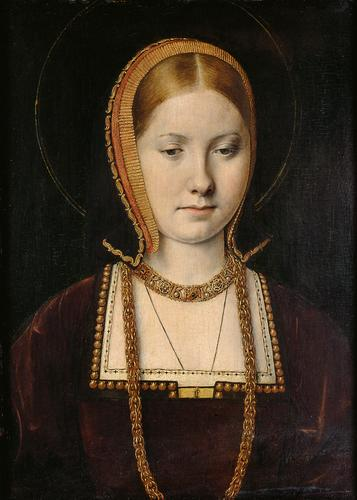
Екатерина Арагонская (?)
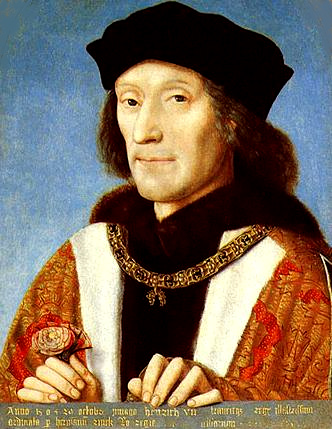
Генрих VII Тюдор
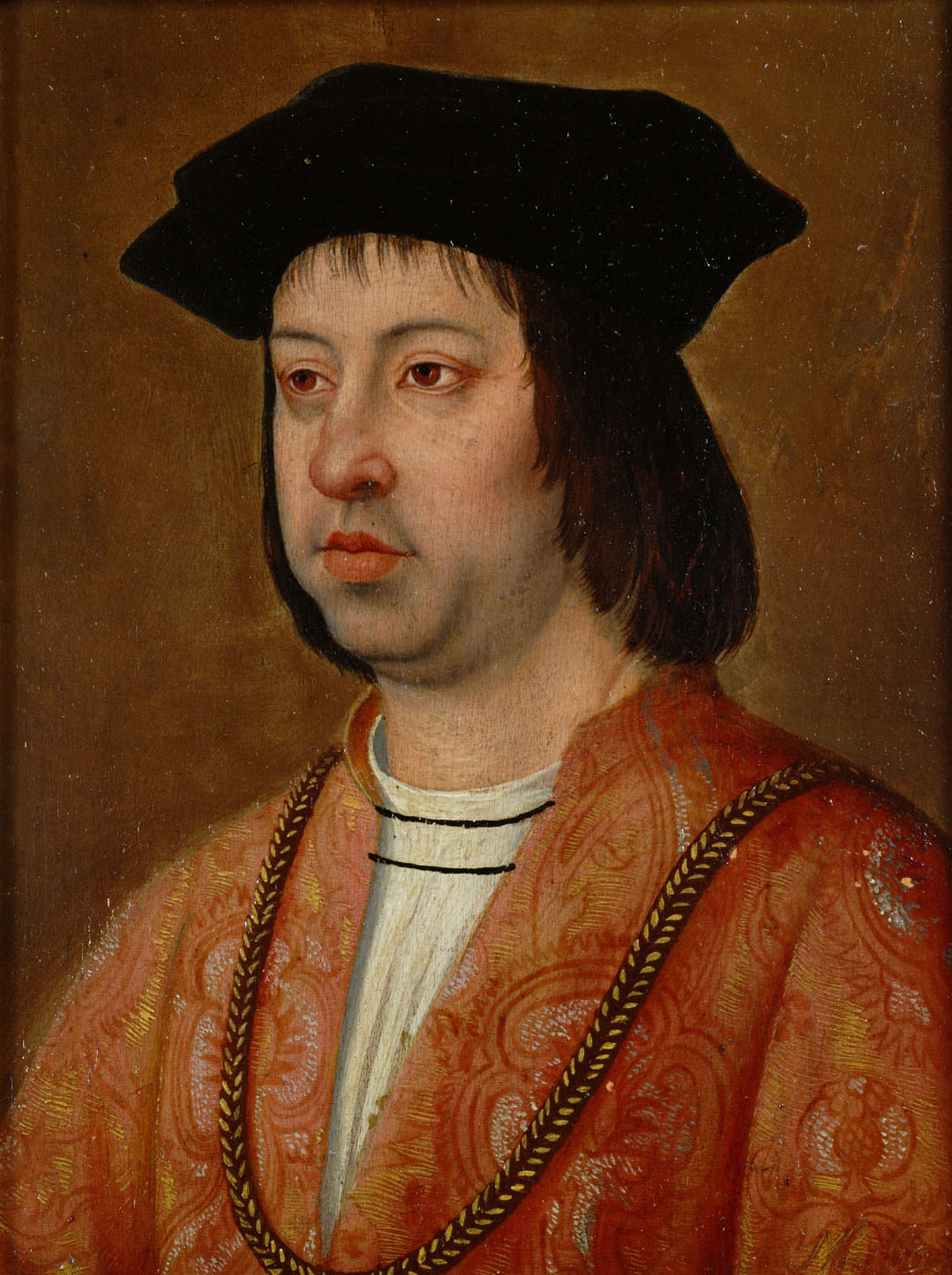
Фердинанд Арагонский
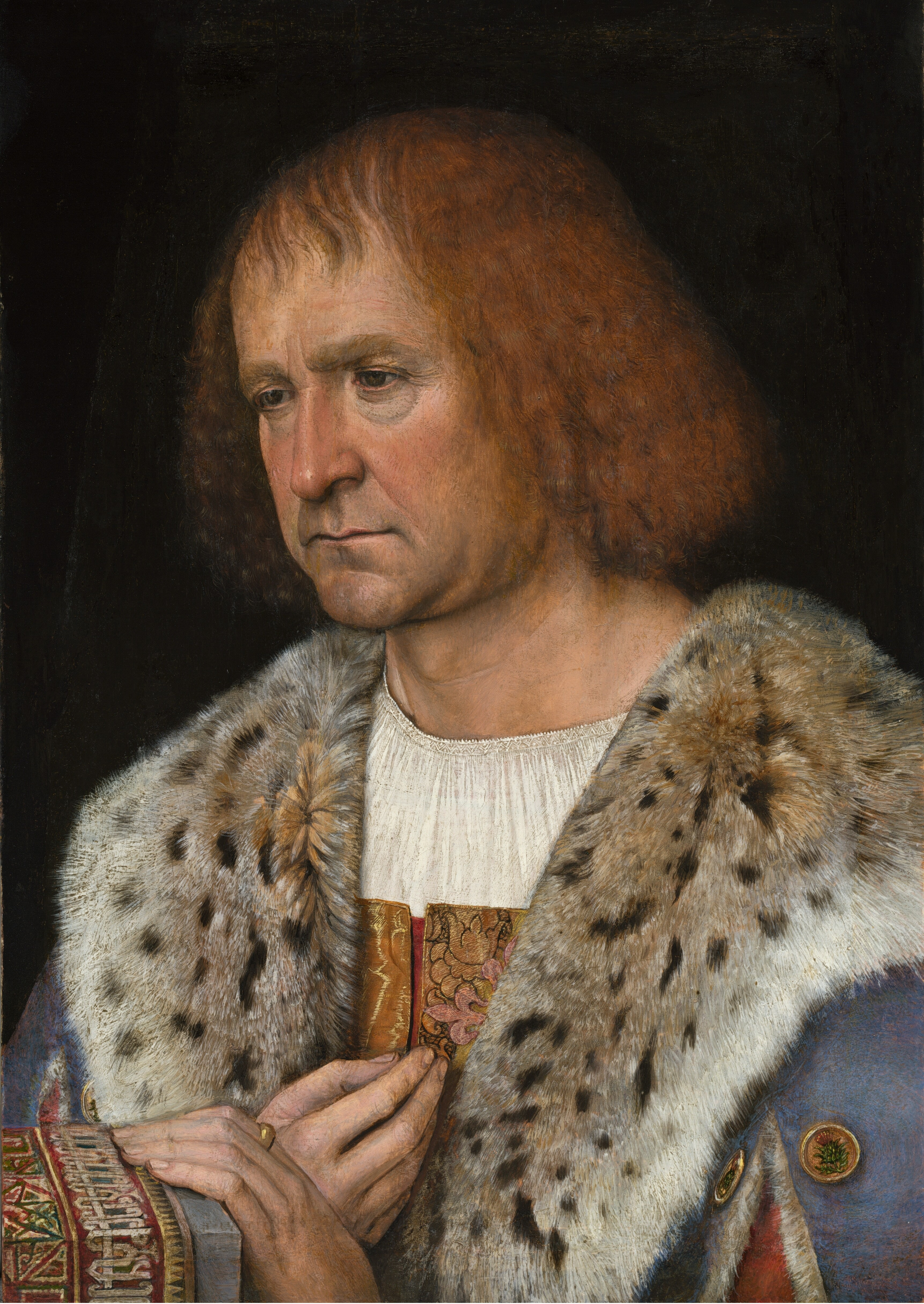
Дон Диего де Гевара
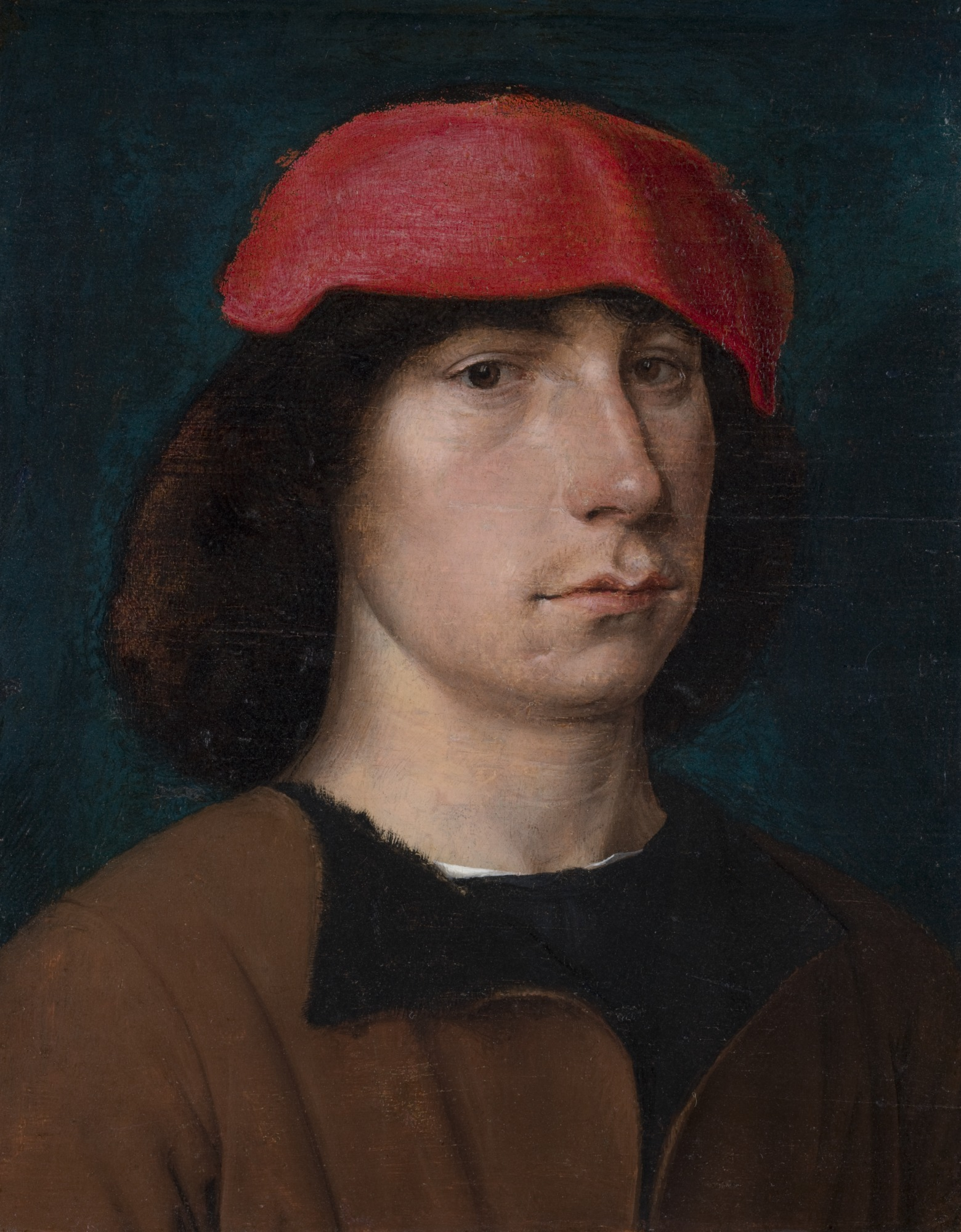
Юноша в красной шапке